# 12 de setembre
El 12 de setembre és el dos-cents cinquanta-cinquè dia de l'any del calendari gregorià i el dos-cents cinquanta-sisè en els anys de traspàs. Queden 110 dies per finalitzar l'any.

## Esdeveniments
Països Catalans
- 1213, Muret, Llenguadoc, Occitània: hi esdevé la batalla de Muret entre les tropes catalano-occitanes encapçalades per Pere el Catòlic i els croats francesos comandats per Simó de Montfort.
- 1229, Calvià, Mallorca - les tropes catalanes liderades per Jaume I derroten els moros en la batalla de Portopí al coll de sa Batalla. És l'inici de la conquesta de Mallorca.
- 1957: l'olotina Montserrat Tresserras travessa nedant l'Estret de Gibraltar.[1]
- 2006, Barcelona: el FC Barcelona llueix per primer cop una marca a la samarreta, el logotip d'Unicef

Resta del món
- 490 aC, Marató: Atenes derrota l'Imperi Persa en la batalla de Marató.
- 1309, Gibraltar: un estol cristià format per naus de la Corona d'Aragó i de Castella, a les ordres de Jaspert V de Castellnou, pren Gibraltar als sarraïns.
- 1556, Flandes: Carles V abandona el poder.
- 1683, Viena: diversos exèrcits europeus combinats derroten l'Imperi Otomà al Setge de Viena.
- 1919, Múnic, República de Weimar: Adolf Hitler ingressa al Partit Obrer Alemany.
- 1920, Anvers: es clausuren els Jocs Olímpics d'Estiu de 1920, Jocs de la VII Olimpíada, a la ciutat d'Anvers (Bèlgica).[2]
- 1866, Nova York - s'estrena, a Broadway, la primera peça considerada com un musical modern, amb música i dansa originals que ajuden a narrar la història: The Black Crook.
- 1895, Brussel·les, Bèlgica: Paul Otlet i Henri La Fontaine funden l'Institut international de bibliographie per a crear el Repertori bibliogràfic universal.
- 1910, Múnic: s'estrena la Simfonia núm. 8 de Gustav Mahler, amb una orquestra de 171 músics i un cor de 852 cantants. També se la coneix com la «Simfonia dels mil».
- 1920, Anvers: cloenda dels Jocs Olímpics. Els Estats Units van dominar el medaller (95 medalles, 45 d'or), davant Suècia (64 i 19) i la Gran Bretanya (42 i 15).
- 1933, Southampton Row, Bloomsbury: Leo Szilard, a l'espera d'una llum vermella a Southampton, concep la idea de la reacció nuclear en cadena.
- 1938, Sudets: Adolf Hitler exigeix autonomia per als alemanys dels Sudets a Txecoslovàquia.
- 1943, Gran Sasso, Itàlia: un comando de les Waffen-SS alemanyes, dirigit pel capità Otto Skorzeny, allibera Benito Mussolini de la seva reclusió.
- 1974, Addis Abeba: Haile Selassie, emperador d'Etiòpia, és derrocat i empresonat per un cop militar.

## Naixements
Països Catalans
- 1843, Xàtiva, Costera: Matilde Ridocci i Garcia, mestra, pedagoga i escriptora valenciana[3]
- 1846, les Cabanyes, Penedès: Josep Torras i Bages, eclesiàstic i escriptor català.
- 1902, Carlet, Ribera Alta: Juan Bosch Marín, pediatre valencià, fundador i director d'UNICEF-Espanya[4]
- 1907, Barcelona: Josefina Solsona i Querol, escriptora catalana[5]
- 1913, Reus: Antònia Abelló Filella, activista política, periodista republicana i feminista, pianista i escriptora (m. 1984).[6]
- 1932, Barcelona: Carles Soler i Perdigó, eclesiàstic català, bisbe de Girona (m. 2023).[7]
- 1947, Palma, Mallorca: Catalina Cantarellas i Camps, historiadora de l'art mallorquina.[8]
- 1957, Barcelona: Àlex Susanna i Nadal, escriptor, professor i promotor cultural
- 1958, Sant Gregori: Marina Geli, metgessa i política catalana, consellera de Salut.[9]
- 1975, Maó: Patrícia Font Marbán, política menorquina, diputada al Parlament de les Illes Balears en la IX legislatura.[10]
- 1984, Piera, Anoia: Gemma Bou i Mena, ciclista catalana d'elit que destacà en la pràctica del biketrial, Campiona del Món de 2003.[11]
- 1989, Barcelona: Álvaro Cervantes Sorribas, actor català de cinema i televisió.

Resta del món
- 1852, Morley, Regne Unit: Herbert Henry Asquith, polític britànic, Primer Ministre del Regne Unit (1908-1916)[12]
- 1859, Filadèlfia, Pennsilvània, EUA: Florence Kelley reformadora social i feminista nord-americana [13]
- 1867: Carlos Eugenio Restrepo, president colombià
- 1874, Pisco: Ricardo Leoncio Elías Arias, polític peruà
- 1880, Baltimore, Maryland, EUA: Henry Louis Mencken, conegut habitualment amb el nom de H. L. Mencken escriptor estatunidenc[14]
- 1896:
  - Moscou, Imperi Rus: Elsa Triolet, escriptora i traductora francesa d'origen rus. Premi Goncourt del 1944[15]
  - França: Margueritte Laugier, astrònoma francesa que va descobrir vint-i-un asteroides[16]
- 1897:
  - París: Irène Joliot-Curie, física i química francesa, Premi Nobel de Química, 1935).[17]
  - Pigüé: Herminia Brumana, mestra, periodista i activista argentina, d'idees socialistes i anarquistes.
- 1907, Varsòvia: Alina Szeminska, psicòloga i professora d'universitat polonesa.
- 1913, Oakville: Jesse Owens, guanyador de quatre medalles d'or (100m, 200m, 4x100m i salt de llargada) als Jocs Olímpics de Berlín'36[18]
- 1921 Lwów  República de Polònia: Stanisław Lem escriptor polonès de ciència-ficció[19]
- 1924, Bafatá, Guinea Bissau, Amílcar Cabral, intel·lectual i líder independentista africà.
- 1930, Mukawa, Hokkaidō, Japó: Akira Suzuki, químic japonès, Premi Nobel de Química de l'any 2010.
- 1931:
  - Goodmayes, Essex, Regne Unit: Ian Holm, actor anglès
  - Saratoga, Texas, EUA: George Jones, cantant estatunidenc[20]
- 1939, Prefectura d'Hiroshima: Nobuyuki Oishi, futbolista japonès.
- 1943, Colombo, Sri Lanka: Michael Ondaatje, poeta i novel·lista canadenc en llengua anglesa.[21]
- 1946, París: Denise Boyer, filòloga i traductora francesa, especialista en llengua i literatura catalanes.[22]
- 1947, Mèxic DF: Gabriela Brimmer, activista pels drets de les persones amb discapacitat, i escriptora[23]
- 1951, Dublín, Irlanda: Bertie Ahern, president de la República d'Irlanda.[24]
- 1953, Washington DC: Nan Goldin, fotògrafa i activista estatunidenca dels anys 1970 i 80.[25]
- 1957, Frankfurt, República Federal d'Alemanya: Hans Zimmer, compositor de cinema nacionalitzat estatunidenc.
- 1966, Mashad, Iran: Anousheh Ansari, enginyera, astronauta i empresària iraniana i estatunidenca, pionera dels viatges espacials.[26]
- 1967, Chesterfield, Regne Unit: Jason Statham, actor anglès.
- 1980:
  - Salvaleón, Badajoz: Marta Navarrete Llinás, química, doctora en neurociència i investigadora espanyola.[27]
  - Xangai, Xina: Yao Ming, jugador de bàsquet xinès.[28]
- 1981. Chicago Illinois, Estats Units: Jennifer Hudson, cantant i actriu estatunidenca.[29]
- 1986, Nova York, Estats Units: Emmy Rossum, actriu i cantant estatunidenca.
- 1994, Seül, Corea del Sud: Kim Namjoon, conegut com a RM, raper, compositor i productor de la banda sud-coreana BTS.
- 1995, Nkawkaw: Raphael Dwamena, futbolista ghanès

## Necrològiques
Països Catalans
- 1213, Muret, Llenguadoc, Occitània: Pere I el Catòlic, comte de Barcelona i rei d'Aragó, mort a cops d'espasa en la batalla de Muret.
- 1979, Madrid, Espanya: Laly Soldevila, actriu catalana.[30]

- 1984, Tiana, Maresme - Lola Anglada, dibuixant catalana[31]

- 2001, Tolosa de Llenguadoc: Dolors Prat i Coll, la petita Montseny, líder anarcosindicalista catalana.[32]
- 2017, Barcelona: Jacint Borràs i Manuel, empresari, polític i dirigent esportiu català.
- 2023, Barcelona: Roser Amadó i Cercós, arquitecta catalana[33]

Resta del món
- 1860, Trujillo, Hondures: William Walker, aventurer estatunidenc, afusellat perquè s'havia apoderat de Nicaragua.[34]
- 1919, Mustamäki, Finlàndia (avui Repino, Rússia): Leonid Andréiev, escriptor rus
- 1927:
  - Camaiore, Gran Ducat de Toscana: Guido Papini, violinista i compositor italià[35]
  - Wilbraham, Massachusetts: Sarah Frances Whiting, astrònoma i física americana, instructora de diversos astrònoms[36]
- 1953, Beverly Hills, Califòrnia, Estats Units: Lewis Stone, actor estatunidenc.
- 1977, Pretòria, Sud-àfrica: Steve Biko, activista sud-africà[37]
- 1981, Milà, Itàlia: Eugenio Montale, poeta i assagista italià, Premi Nobel de Literatura de l'any 1975[38]
- 1992, Hollywood, Califòrnia, Estats Units: Anthony Perkins, actor estatunidenc.
- 1993, Sonoma, Califòrnia: Raymond Burr, actor canadenc.
- 1996, Rio de Janeiro, Brasil: Ernesto Geisel, president del Brasil
- 2001, Madrid: Carmen Rico Godoy, escriptora, periodista i activa feminista espanyola[39]
- 2003, Nashville, Tennessee: Johnny Cash, cantant i compositor estatunidenc de música country[40]
- 2008, Claremont, Califòrnia, EUA: David Foster Wallace, escriptor estatunidenc [41]
- 2009, Dallas, Texas, EUA: Norman Borlaug, enginyer agrònom estatunidenc, Premi Nobel de la Pau de l'any 1970
- 2010, París, França: Claude Chabrol, director de cinema francès.
- 2014, Belfast, Irlanda del Nord: Ian Paisley, 2n primer ministre d'Irlanda del Nord i cap del Partit Unionista Democràtic [42]
- 2017:
  - Vigo, Galícia, Espanya: Xohana Torres, poeta, narradora i dramaturga gallega.[43]
  - Manhattan, Nova York, EUA: Edie Windsor, activista nord-americana pels drets LGBT i gerent de tecnologia a IBM.

## Festes i commemoracions
- Diada de Mallorca.[44]
- Rússia: Dia dels programadors, celebrat des del 2009 el dia 256 de l'any per fer honor als 8 bits (28=256).

Santoral
- Dolç nom de Maria: sota aquesta advocació es pot celebrar l'onomàstica de Dolça, Maria, Mariona, Mireia i Míriam;
- sant Ebonci de Roda, bisbe;
- Guiu d'Anderlecht, laic;
- beat Miró de Tagamanent, canonge;
- Perpètua de Gaià, santa llegendària inexistent.
- sant Llenç de Colomers, màrtir.